# Přemysl Kubela
Přemysl Kubela (13. září 1921, Praha – 7. srpna 1999, tamtéž) byl český malíř, ilustrátor, grafik, historik a tvůrce vystřihovánek..

## Život
Přemysl Kubela vystudoval v letech 1939–1943 pod vedením profesorů Jaroslava Bendy a Zdeňka Kratochvíla Uměleckoprůmyslovou školu v Praze. Ilustroval knihy a časopisy, například Vpřed a ABC. Pro časopis ABC vytvořil od roku 1979 115 vystřihovánek dobových figurek, dioramat, prostorových obrázků v krabičce a hracích karet, v drtivé většině s historickou tematikou. V letech 1985–1991 ilustroval rovněž pro ABC encyklopedii vydávanou na pokračování Jak to bylo, jak to je, která vyšla roku 2013 knižně.

## Z knižních ilustrací
- Dick Clarkson: Zlatá cihla: z případů chicagského detektiva Léona Cliftona (1991).
- András Dekány: Poslední Robinsonovo dobrodružství (1986).
- Jaroslav Foglar: Jestřábe, vypravuj (1990).
- Jaroslav Foglar: Nováček Bubáček píše deník (1990).
- Ambroise Louis Garneray: Patnáctiletý korzár (1985).
- Boris Kolokolov: Ruská sága (1987).
- Alexandr Mironov: Ledová odysea (1989).
- Václav Patočka: Plachty objevují svět (1983).
- Václav Patočka: Válečníci pod plachtami korábů (1993).
- Martin Pilný: Jak to bylo, jak to je (2013).
- Jaroslav Velinský: Cestou dračích lodí (1989).
- Jaroslav Velinský: Přídí k severu (1991).
- Karel Weinfurter: Životní magnetismus (1991).
- Svami Vivekananda: Karma jóga (1991).